# Эксплозия

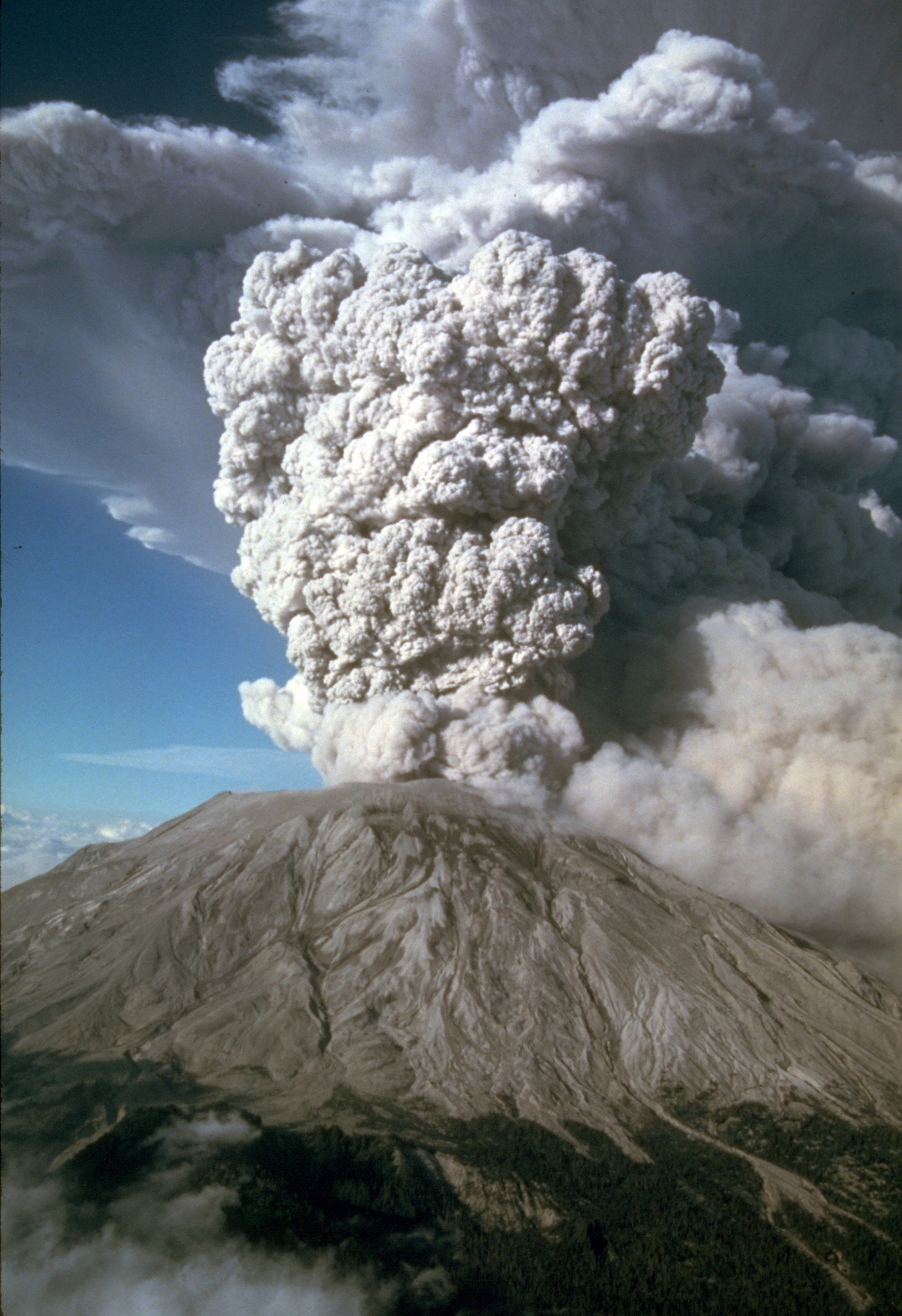
Эксплозивное извержение вулкана Сент-Хеленс 22 июля 1980 года

Экспло́зия (фр. explosion — взрыв, от лат. explodo — изгонять шумом) или эксплози́вное изверже́ние — преимущественно взрывное вулканическое извержение, которое обычно сопровождается выбросами большого количества пирокластического материала, обломков лавы, пород, складывающих вулканическую постройку, и выделением вулканических газов с большой скоростью. Происходит, когда внутреннее давление магмы превосходит прочность кровли магматического очага. Часто (но не всегда) эксплозии предшествуют предупреждающие знаки. Поднимающаяся магма может встретиться с грунтовыми водами, и вызванные паром взрывы, обычно довольно небольшие, начинают раскалывать существующие поверхностные породы. Однако с высвобождением газов магма начинает поступать к вулкану катастрофическими темпами, что приводит к взрыву. При эксплозивных извержениях может выбрасываться до 1000 кг в секунду горных пород, пыли, газа и пирокластического материала, которые со скоростью несколько сотен метров в секунду поднимаются в атмосферу на высоту до 20 км (в редких случаях могут достигать 30 км). На поверхности наблюдается облако, образованное фрагментированными поверхностными породами, мгновенно зыстывшей и взорвавшейся магмой, паром и газом.
Этот тип извержений относится к вулканам, магма которых изначально богата растворёнными газами ({\displaystyle {\ce {H2O}}} и {\displaystyle {\ce {CO2}}}) и кремнеземом (в частности, андезитами и риолитами). Богатое содержание кремнезема вызывает высокую вязкость магмы, которая препятствует отделению вулканических газов и их выходу на поверхность. Кристалличность магмы (доля взвешенных кристаллов в ней) также увеличивает её вязкость и может сделать магмы с относительно низким содержанием кремнезема или растворённых газов взрывоопасными.
Характер выбросов при эксплозии зависит от вязкости магмы. В случае жидких магм вырывающиеся вулканические газы с пеплом объединяются в устремлённую вертикально вверх струю. При вязкой магме сила удара взрывающихся газов распределяется по всем направлениям (как вверх, так и в стороны). В результате эксплозии образуются эксплозивные конусы (шлаковые, пемзовые, туфовые, пепловые), туфовые кольца, валы эксплозивных рвов. Везувий, Вулькано, Санторин, Кракатау, Тамбора — вулканы, которым свойственны эксплозивные извержения.